# ラ・グアイラ州
ラ・グアイラ州（ラ・グアイラしゅう、スペイン語: Estado La Guaira）は、ベネズエラの中北部にある州である。カリブ海に面した海岸地方で、首都カラカスの北にある。属する市町村はバルガス市のみで、州都はバルガス市のラ・グアイラ。面積1496.5km2で、2016年6月30日の人口は36万9555人。
旧称はバルガス州（バルガスしゅう、スペイン語: Estado Vargas）で、同国初の文民大統領ホセ・マリア・バルガスに由来する。2019年6月6日、バルガス州議会は州名をラ・グアイラ州（Estado La Guaira）とする州憲法改正案を可決し、6月14日に公布された。

## 歴史

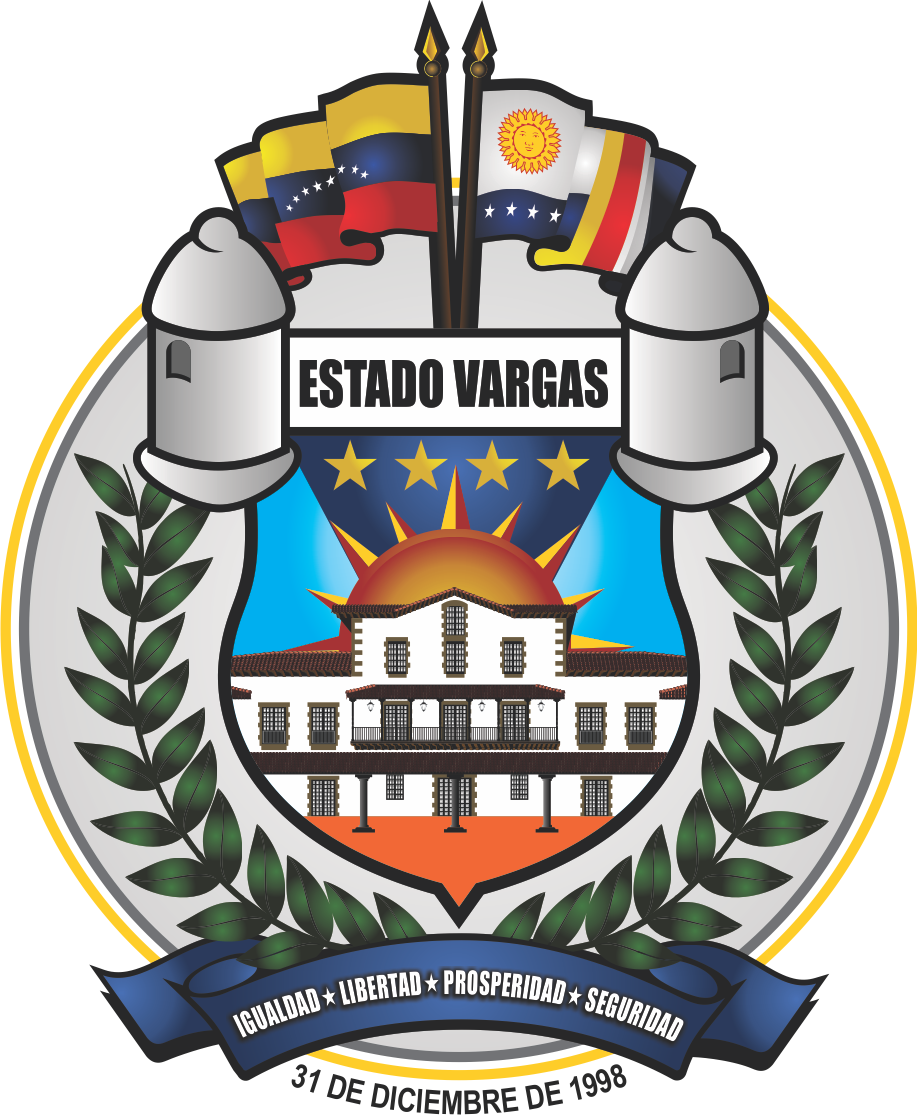
バルガス州時代の州章

1998年4月22日、バルガス領域（Vargas territory）として首都地区から分離・成立。同年12月31日に州へ昇格した。1999年12月、豪雨によって発生した鉄砲水・土石流が街へ流れ込み、1万人以上の死者を出す災害が発生した（バルガスの悲劇）。
2019年6月、バルガス州からラ・グアイラ州へ改称した。

## 地理
北にカリブ海に面し東西に細長くのびる。南はアビラ山を抱えるカリベ山脈（コスタ山脈とも）である。西はマヤ川でアラグア州に接し、東はチュスパ川でミランダ州の境である。南の境界は、東側でミランダ州に、西側では首都地区と接する。
山が海岸まで迫り、平地に乏しい。降水量が多く、カリベ山脈からたくさんの小さく急な川を通って海に下る。この地形が、1999年12月に大水害を起こす原因になった。州の東西にたくさんの浜辺がある。州の中部海岸に、カラカスの外港ラグアイラと、マイケティア国際空港がある。

## 産業
農業と漁業が中心だが、州の中部には工場も立地する。空港付近にホテルが多く、都市部から離れた東西両側の浜辺はリゾート地である。
もとは連邦地区に属するバルガス市であったが、1998年の法律で独立した州になった。バルガス市はそのままで、管轄範囲を同じくする州政府と市役所が並立する。

## 交通
カラカスの北にある海港がラグアイラで、16世紀からカラカス市の海の出口として発展した。その西隣にマイケティア国際空港シモン・ボリバルがある。両者とカラカスの間を結ぶ道として、カラカス・ラグアラ自動車道がある。かつてラグアイラとカラカスの間には鉄道が通っていたが、廃止された。他、海岸沿いに道路が延びる。

## 政治
州知事 - José Alejandro Terán（2021年 -）

## 市町村と区

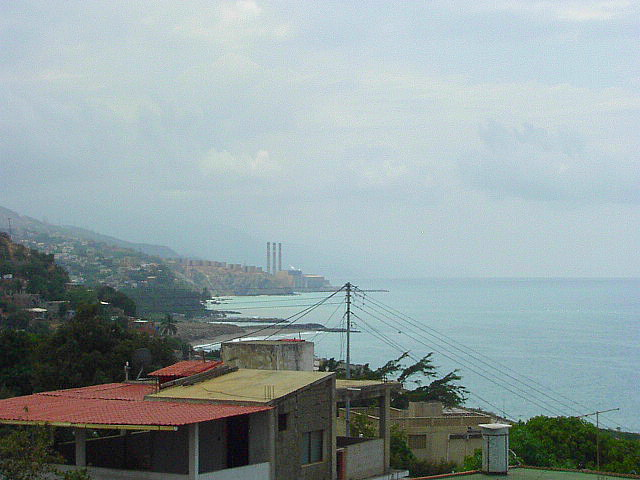
中部の海岸（2004年9月）

バルガス市の下に、11の区がある。
- エル・フンコ区
- カラバジェーダ区
- カラヤカ区
- カルロス・ソウブレーテ区
- カルアーオ区
- カティア・ラ・マール区
- ナイグアター区
- マクート区
- マイケティア区
- ラウル・レオーニ区
- ラ・グアイラ区